# Руис Торре, Виктор
Ви́ктор Руи́с То́рре (исп. Víctor Ruiz Torre, испанское произношение: [ˈbiɣtoɾ ˈrwiθ ˈtore]; 25 января 1989, Эсплугес-де-Льобрегат, Барселона) — испанский футболист, защитник клуба «Эспаньол».

## Карьера
Виктор Руис — воспитанник клуба «Эспаньол». 6 декабря 2009 года в матче с сантандерским «Расингом» он дебютировал в основном составе . 21 февраля 2010 года Руис забил свой первый мяч на профессиональном уровне, поразив ворота «Малаги». В первом сезоне защитник провёл 22 матча и забил 2 гола. В следующем сезоне Виктор стал твёрдым игроком основы клуба, чему поспособствовал уход в московский «Спартак» Николаса Парехи.
27 января 2011 года Руис перешёл в итальянский клуб «Наполи», арендовавший игрока до конца сезона с возможностью выкупа за 6 млн евро. За это «Эспаньол» получил права на Хесуса Датоло, принадлежащего неаполитанцам. 24 февраля испанец дебютировал в составе команды в матче Лиги Европы против «Вильярреала»; эта встреча стала дебютной для игрока в еврокубках. 13 марта он сыграл свою первую в чемпионате Италии, выйдя на поле во встрече с «Пармой».

## Достижения
- Победитель молодёжного чемпионата Европы: 2011